# Kris Humphries
Kris Nathan Humphries (6 de febrer de 1985, Minneapolis, Minnesota) és un jugador de bàsquet professional afroamericà estatunidenc que milita als Brooklyn Nets de l'NBA. Naturalment un aler-pivot, Humphries és prou versàtil per a jugar també com pivot.